# Platinagroep
| Chemische groepen     |
| --------------------- |
| Alkalimetalen (1)     |
| Aardalkalimetalen (2) |
| Scandiumgroep (3)     |
| Titaangroep (4)       |
| Vanadiumgroep (5)     |
| Chroomgroep (6)       |
| Mangaangroep (7)      |
| IJzergroep (8)        |
| Kobaltgroep (9)       |
| Nikkelgroep (10)      |
| Kopergroep (11)       |
| Zinkgroep (12)        |
| Boorgroep (13)        |
| Koolstofgroep (14)    |
| Stikstofgroep (15)    |
| Zuurstofgroep (16)    |
| Halogenen (17)        |
| Edelgassen (18)       |
| Portaal Scheikunde    |

De ijzerplatinagroep is een verouderde naam voor de metalen uit groepen 8–10 uit het periodiek systeem, vroeger samen gekend als groep VIIIb. De ijzerplatinagroep bestond toen uit de ijzergroep (Fe, Co, Ni) en de platinagroep (Ru, Rh, Pd, Os, Ir, Pt), soms nog steeds genoemd als de platinagroepmetalen (PGM). De negen metalen uit de ijzerplatinagroep hebben veel gelijkende chemische eigenschappen.
In de huidige IUPAC-nomenclatuur zijn "groepen" altijd kolommen in het periodiek systeem. De oude ijzerplatinagroep is vervangen door:
- groep 8 of de ijzergroep: ijzer, ruthenium, osmium en hassium;
- groep 9 of de kobaltgroep: kobalt, rodium, iridium en meitnerium; en
- groep 10 of de nikkelgroep: nikkel, palladium, platina en darmstadtium

Het zijn alle min of meer edele metalen (ijzer het minst, platina het meest), zij worden vaak samen gevonden, zij hebben belangrijke katalytische eigenschappen en zij hebben vaak een rijke chemie met een grote verscheidenheid aan oxidatietoestanden. De hoogste oxidatiegetallen (VIII, zelfs IX) kunnen bij ionen uit deze groep aangetroffen worden.
Er is een historische reden voor het samennemen van de drie groepen. In de oudste vormen van het periodiek systeem waren er maar 8 kolommen, gekenmerkt door de romeinse getallen I,II,..,VIII. De edelgassen kwamen in de achtste kolom. De overgangsmetalen vanaf scandium kwamen in groep III, IV enz. Om koper weer in de eerste kolom te krijgen werden de ijzerplatinametalen gezamenlijk in de achtste kolom geperst. Ontevredenheid over deze opzet en beter begrip van de opbouw van de elektronenschillen heeft er later toe geleid dat het periodiek systeem 18 kolommen kreeg in plaats van 8.
De elementen van de ijzer-, kobalt- en nikkelgroep zijn in het periodiek systeem hieronder gekleurd.

IJzergroep
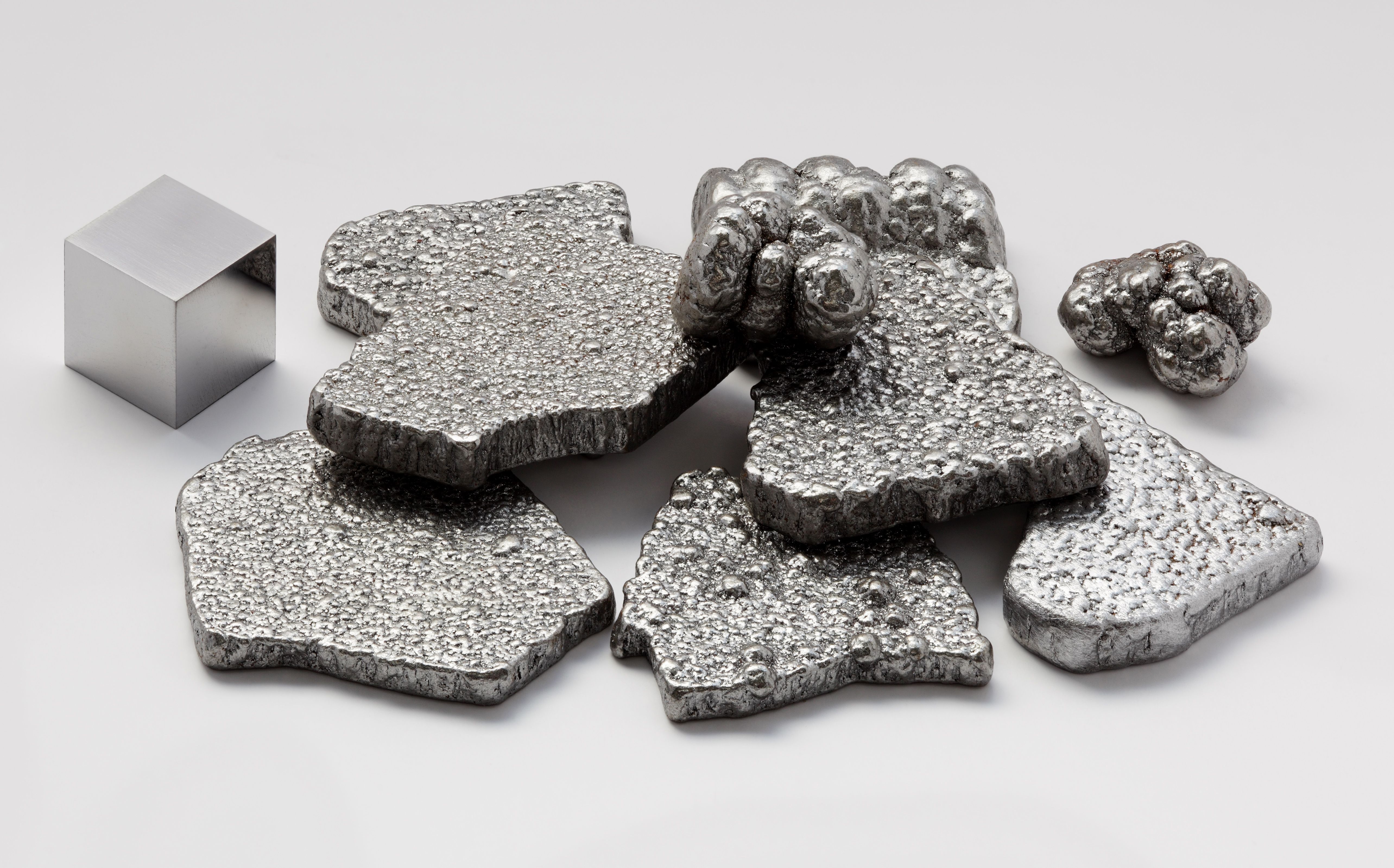
IJzer
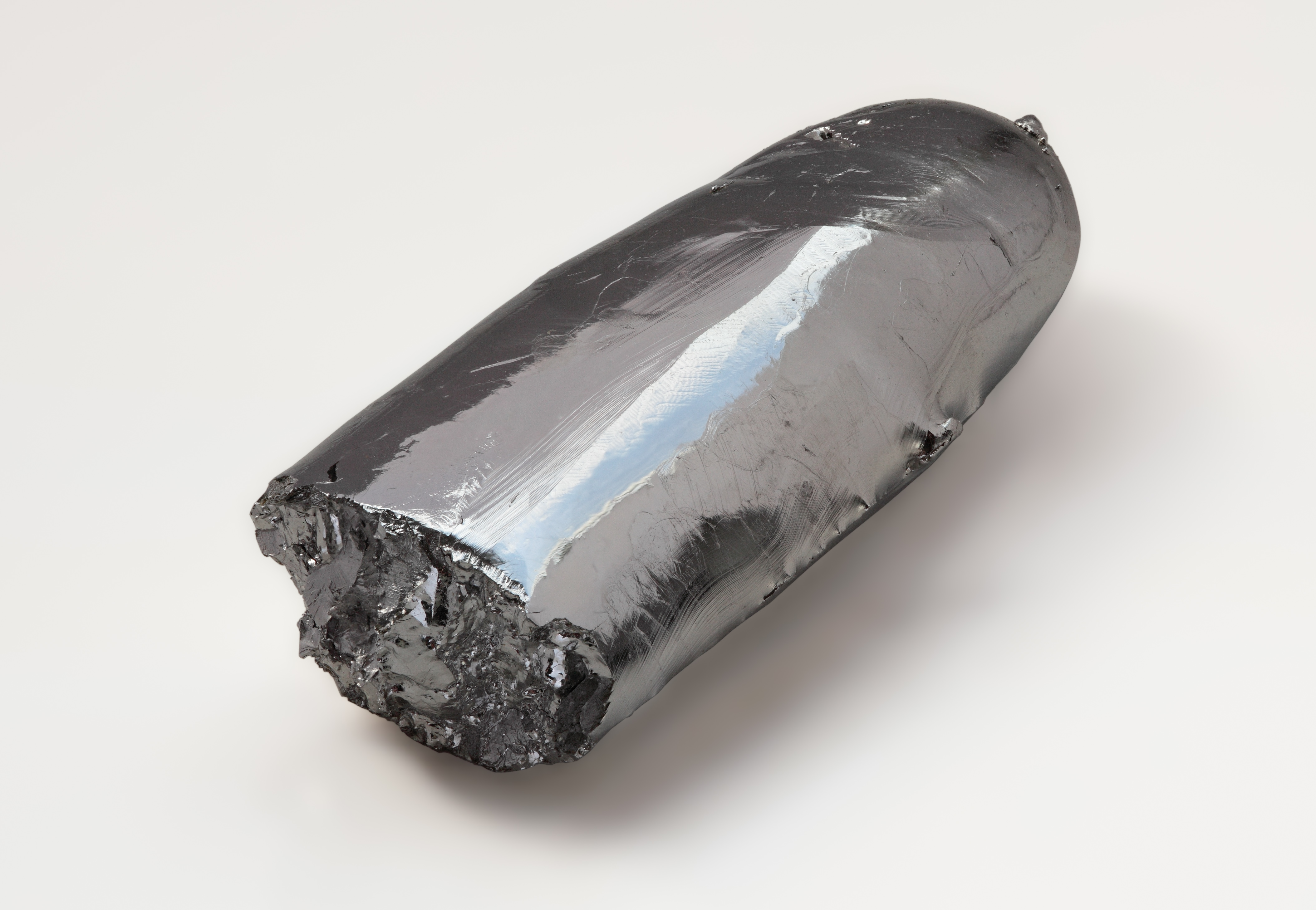
Ruthenium
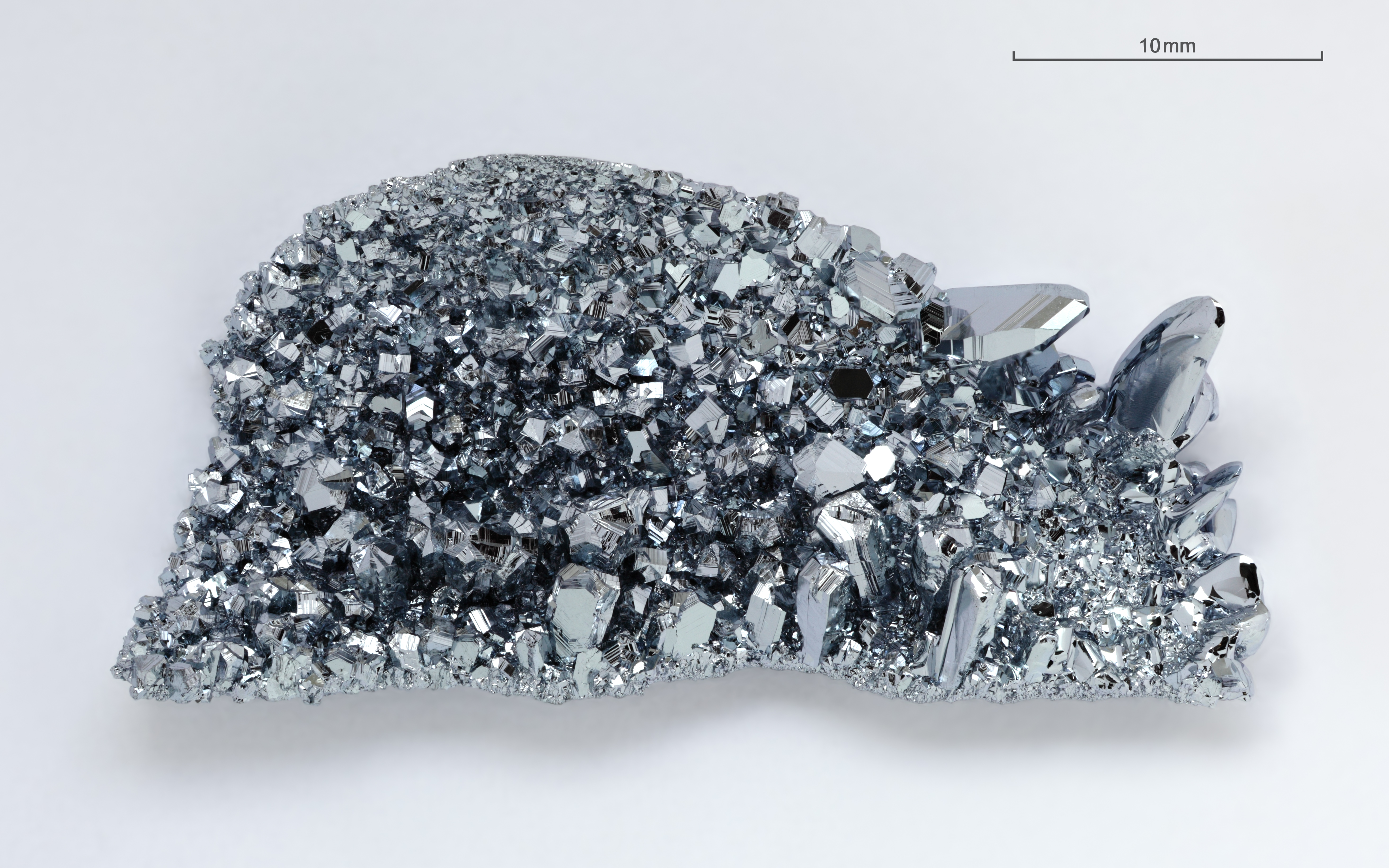
Osmium

|              | 1 Ia         |              |                   |                   |                   |                   |                   |                   |                   |                   |                   |                   |         |        |        |        |         | 18 0   |
| 1            | 1 H          | 2 IIa        | Periodiek systeem | Periodiek systeem | Periodiek systeem | Periodiek systeem | Periodiek systeem | Periodiek systeem | Periodiek systeem | Periodiek systeem | Periodiek systeem | Periodiek systeem | 13 IIIa | 14 IVa | 15 Va  | 16 VIa | 17 VIIa | 2 He   |
| 2            | 3 Li         | 4 Be         |                   |                   |                   |                   |                   |                   |                   |                   |                   |                   | 5 B     | 6 C    | 7 N    | 8 O    | 9 F     | 10 Ne  |
| 3            | 11 Na        | 12 Mg        | 3 IIIb            | 4 IVb             | 5 Vb              | 6 VIb             | 7 VIIb            | 8 VIIIb           | 9 VIIIb           | 10 VIIIb          | 11 Ib             | 12 IIb            | 13 Al   | 14 Si  | 15 P   | 16 S   | 17 Cl   | 18 Ar  |
| 4            | 19 K         | 20 Ca        | 21 Sc             | 22 Ti             | 23 V              | 24 Cr             | 25 Mn             | 26 Fe             | 27 Co             | 28 Ni             | 29 Cu             | 30 Zn             | 31 Ga   | 32 Ge  | 33 As  | 34 Se  | 35 Br   | 36 Kr  |
| 5            | 37 Rb        | 38 Sr        | 39 Y              | 40 Zr             | 41 Nb             | 42 Mo             | 43 Tc             | 44 Ru             | 45 Rh             | 46 Pd             | 47 Ag             | 48 Cd             | 49 In   | 50 Sn  | 51 Sb  | 52 Te  | 53 I    | 54 Xe  |
| 6            | 55 Cs        | 56 Ba        | ↓                 | 72 Hf             | 73 Ta             | 74 W              | 75 Re             | 76 Os             | 77 Ir             | 78 Pt             | 79 Au             | 80 Hg             | 81 Tl   | 82 Pb  | 83 Bi  | 84 Po  | 85 At   | 86 Rn  |
| 7            | 87 Fr        | 88 Ra        | ↓↓                | 104 Rf            | 105 Db            | 106 Sg            | 107 Bh            | 108 Hs            | 109 Mt            | 110 Ds            | 111 Rg            | 112 Cn            | 113 Nh  | 114 Fl | 115 Mc | 116 Lv | 117 Ts  | 118 Og |
|              |              |              |                   |                   |                   |                   |                   |                   |                   |                   |                   |                   |         |        |        |        |         |        |
| Lanthanoïden | Lanthanoïden | Lanthanoïden | 57 La             | 58 Ce             | 59 Pr             | 60 Nd             | 61 Pm             | 62 Sm             | 63 Eu             | 64 Gd             | 65 Tb             | 66 Dy             | 67 Ho   | 68 Er  | 69 Tm  | 70 Yb  | 71 Lu   |        |
| Actinoïden   | Actinoïden   | Actinoïden   | 89 Ac             | 90 Th             | 91 Pa             | 92 U              | 93 Np             | 94 Pu             | 95 Am             | 96 Cm             | 97 Bk             | 98 Cf             | 99 Es   | 100 Fm | 101 Md | 102 No | 103 Lr  |        |

- IJzergroep
- IJzer
- Ruthenium
- Osmium